# Pana, Illinois
Pana là một thành phố thuộc quận Christian, tiểu bang Illinois, Hoa Kỳ. Năm 2010, dân số của thành phố này là 5847 người.

## Dân số
Dân số qua các năm:
- Năm 2000: 5614 người.
- Năm 2010: 5847 người.